# 猴票
猴票，又称庚申猴、金猴票，是于1980年（庚申年）2月15日发行的一套生肖邮票，也是中华人民共和国发行的第一张生肖邮票。与猴票同时发行的还有一枚首日封。

## 简介
猴票是特种邮票，编号为T-46，全套一枚，面值8分（人民币）。猴票背景为红色，图案是由著名画家黄永玉绘制的金丝猴。邮票原图由黄永玉绘制，邮票由邮票总设计师邵柏林设计，由姜伟杰雕刻，采用影写版与雕刻版混合套印方式印刷，由北京邮票厂印刷。猴票尺寸为26×31毫米，齿孔11.5度，一版80张（8×10）。猴票的发行量猜测在360万枚至800万枚之间，《中华人民共和国邮票目录》（2003）中记载的庚申年猴邮票的发行量为500万枚。据设计者亲自介绍，实际印量是4421600枚。
猴票由于是第一枚生肖邮票，图像美观，印刷精致，深受集邮爱好者欢迎，猴票在邮票市场价格上升很快，2011年3月一张猴票的价格已经达到12000多元，是面值的12万多倍，四方联和整版邮票的价格要更高。
虽然后来发行了第2套壬申年（1992年，同時是首套採用「中國郵政」和「CHINA」銘記的郵票）、第3套甲申年（2004年）和第4套丙申年（2016年）三套猴年生肖邮票，但通常猴票是指1980年发行的第一张猴票。
另外，朝鲜国营的朝鲜邮票社也曾于2013年推出过复刻版的1980年版猴票，由中国代印，相较于原版猴票质量较差，市场价值犹如天壤之别。由于原版猴票价格高昂，一些中国邮商销售的“第一轮生肖邮票套票”往往会用朝鲜猴票或者印上斜杠的仿品代替。